# Сексуальные хроники французской семьи
«Сексуальные хроники французской семьи» (фр. Chroniques sexuelles d'une famille d'aujourd'hui) — французский художественный фильм 2012 года.

## Сюжет
Клэр и Эрве — два родителя, которые всю свою жизнь посвящают воспитанию троих детей, Романа, Пьера и Мари. Их спокойная жизнь потрясена, когда Роман чуть не исключают из школы после того, как его обнаружили мастурбирующим в классе и снимающим это на свой мобильным телефон.
Затем два родителя решают открыто решать тему секса и, начиная с этого момента, интимная жизнь каждого члена семьи станет темой обсуждения.